# Musaranya d'orelles petites de Colòmbia
La musaranya d'orelles petites de Colòmbia (Cryptotis avia) és una espècie de musaranya del gènere Cryptotis. És endèmica de Colòmbia. A la Llista Vermella de la UICN apareix com a sinònim de C. thomasi.